# Kreisgrabenanlage Puch

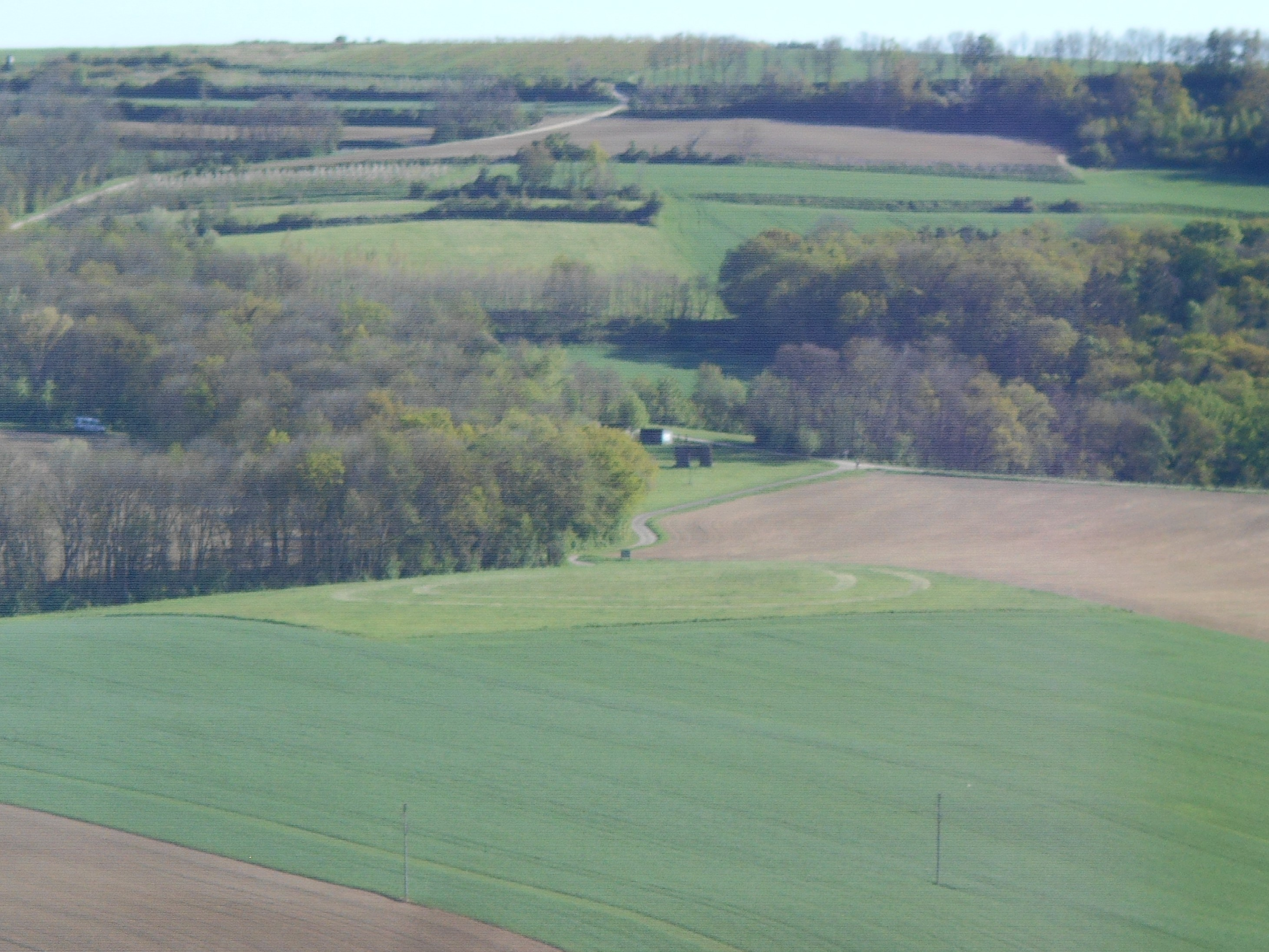
Der Kreisgraben vom Pankraz aus gesehen

Die Kreisgrabenanlage Puch ist eine in der mittleren Jungsteinzeit errichtete Kreisgrabenanlage bei Puch, einer Katastralgemeinde im Süden der Stadtgemeinde Hollabrunn in Niederösterreich. In 300 m Entfernung befindet sich die Kreisgrabenanlage Kleedorf.

## Anlage
Die Anlage liegt auf dem als Scheibenfeld bezeichneten Gebiet an den Ausläufern der Kalten Stube. Die Anlage besteht aus einem zweifachen Kreisgraben mit drei parallel laufenden Gräben – einem Palisadengraben mit 48 m Durchmesser und ca. 1 m Tiefe und zwei Spitzgräben mit ~ 60 m bzw. ~ 80 m Durchmesser, 3,5–4,5 m Breite und 3,5–4,5 m Tiefe. Die Palisade mit ca. 150 m Länge umschließt eine Fläche von ca. 1750 m², die gesamte Fläche der Anlage ca. 5500 m². Die perfekte Kreisform konnte durch die damaligen Erbauer nicht erreicht werden.
Im Innenraum der Anlage konnten keine Besiedlungsspuren nachgewiesen werden. Astronomische Berechnungen haben ergeben, dass die ursprüngliche Torstellung am deutlichsten an der Wintersonnenwende orientiert ist.

## Heutiges Erscheinungsbild
Erdabtragungen, die im Zuge von Kommassierungen in den 1970er Jahren durchgeführt wurden, haben zu einer teilweisen Zerstörung des ursprünglichen Geländes geführt. Auch der Einsatz von modernen Maschinen in der Landwirtschaft hat seit den 1960er Jahren eine Veränderung des Geländes bewirkt.
Heute ist ein Teil der Anlage durch bewusst unterschiedlichen Bewuchs sichtbar gemacht worden. Schautafeln und ein höher liegender Aussichtspunkt geben Auskunft und Einblick über die Anlage.
Bei den Informationstafeln oberhalb der Anlage befindet sich das Kunstwerk Das Tor zum Neolithikum (ein Tor aus Rundhölzern mit einem Beobachtungssitz dahinter sowie drei Holzfiguren) von Irena Ráček aus dem Jahr 2003.